# Olympische Jugend-Sommerspiele 2010/Teilnehmer (Kenia)
| Gelbes Symbol für Goldmedaillen mit stilisierten Olympischen Ringen | Graues Symbol für Silbermedaillen mit stilisierten Olympischen Ringen | Braundes Symbol für Bronzemedaillen mit stilisierten Olympischen Ringen |
| ------------------------------------------------------------------- | --------------------------------------------------------------------- | ----------------------------------------------------------------------- |
| 3                                                                   | —                                                                     | 3                                                                       |

Die Jugend-Olympiamannschaft aus Kenia für die I. Olympischen Jugend-Sommerspiele vom 14. bis 26. August 2010 in Singapur bestand aus 10 Athleten.

## Athleten nach Sportarten

### Leichtathletik
| Mädchen - Damaris Muthee 1000 m: Bronze - Gladys Chesir 3000 m: Gold - Virginia Nyambura 2000 m Hindernislauf: Gold | Jungen - Alphas Kishoyian 400 m: Bronze - Josphat Kiprop Kiptis 3000 m: AC - William Mutunga 400 m Hürden: Bronze - Peter Matheka Mutuku 2000 m Hindernislauf: Gold |

### Schwimmen
| Mädchen - Sylvia Brunlehner 50 m Freistil: 38. Platz 50 m Rücken: 18. Platz | Jungen - David Buruchara 50 m Freistil: 31. Platz 100 m Freistil: 47. Platz |

### Segeln
Mädchen
- Lara Kiran Granier
Byte CII: 32. Platz